# Phyllomyias urichi
Phyllomyias urichi là một loài chim trong họ Tyrannidae.